# Amata parvipuncta
Amata parvipuncta là một loài bướm đêm thuộc phân họ Arctiinae, họ Erebidae.